# Sinularia polydactyla
Sinularia polydactyla är en korallart som först beskrevs av Ehrenberg 1834.  Sinularia polydactyla ingår i släktet Sinularia och familjen läderkoraller. Inga underarter finns listade i Catalogue of Life.